# Hortense Machu
Hortense Aurore Machu, épouse David, née le 28 août 1836 à Reims et morte le 30 mars 1893 à Paris 20e, est une brossière, devenue cantinière pendant la Commune de Paris. Impliquée dans les combats, elle est condamnée le 16 avril 1872 aux travaux forcés à perpétuité.

## Biographie

### Famille
Fille d'Isaac Joseph Machu, tisseur, et de Catherine Josèphe Tiérot, son épouse, Hortense Machu naît à Reims en 1836. En 1854, elle épouse Jean Baptiste Alfred David, faiseur de brosses, dont elle a deux enfants. En 1871, on la dit séparée de son mari. Ce dernier meurt, au domicile conjugal, en 1874. Il est inhumé au cimetière parisien de Saint-Ouen.

### Parcours
Sa participation à la Commune de Paris peut être partiellement retracée par les dossiers des Conseils de guerre et de la commission nationale des grâces. Ils indiquent que le 22 mai 1871, pendant la semaine sanglante, un bataillon fédéré conduit par le commandant Paul Antoine Brunel fortifie, avec des canons, les barricades de la rue Royale et du Faubourg Saint-Honoré.
Les défenseurs tiennent les barricades contre les versaillais de quatre heures du matin jusqu'au lendemain midi. Des femmes combattent également, certaines vêtues d'uniformes de marin, ou de garde national, et armées de fusils. D'autres portent en brassard l'insigne de la convention de Genève et soignent les blessés. 
Arrêtée à cette barricade avec deux autres femmes, Hortense Machu est jugée au second procès des « pétroleuses » qui s'ouvre le 16 avril 1872, et qui vise spécifiquement les incendies des Tuileries et de la rue Royale.
Hortense Machu pointait et tirait le canon, place de la Concorde, vêtue en marin, et avait ses quartiers sous les voûtes du ministère de la Marine. Selon Édith Thomas, « ses camarades la portèrent, dit-on, en triomphe à l'Hôtel de Ville, où elle fut félicitée pour son adresse et son courage ». 
Le tribunal ne retient pas contre elle la charge d'incendie, en dépit de la charge violente de Maxime du Camp, qui les accuse de bacchanales obscènes au milieu des immeubles qu'elles auraient embrasés : « Trois sinistres femelles animaient, enfiévraient les hommes, embrassaient les pointeurs et faisaient preuve d'une impudeur qui ne redoutait pas le grand jour [...] La Machu, la Menand, la Vandeval, en sueur, les vêtements débraillés, la poitrine presque nue, passaient d'homme en homme et parfois criaient "à boire" ». Le commandant fédéré Brunel rétorque que « l'apparition dans nos rangs de scélérats sans vergogne, de femmes quasi nues, de pétroleuses-Messalines, qui, comme les furies de la fable, réchauffaient les courages et soufflaient l'incendie, est une invention qui, aussi bien, s'explique . Avec de tels moyens, le tableau s'enlaidit et le lecteur, hors de lui, conservent dans son esprit des figures fantastiques qui le préparent à souhait pour une restauration monarchique ».
Hortense Machu est cependant condamnée aux travaux forcés à perpétuité. Le directeur de la prison d'Auberive dresse un portrait éloquent de la prisonnière, à l'opposé de celui de Du Camp : c'est une ouvrière infatigable, un caractère pusillanime, une bonne élève : « Machu se laisse facilement entraîner. Aussi cette malheureuse femme déplore amèrement sa faiblesse qui est la cause de sa condamnation ». Il intercède pour elle, en raison notamment de son veuvage et de ses deux enfants, plaide à plusieurs reprises, mais en vain, la réduction de sa peine.
En 1893, toujours brossière et alors domiciliée 5, rue des Panoyaux, Hortense Machu meurt à l'âge de 56 ans à l'hôpital Tenon. Elle est inhumée trois jours plus tard au cimetière parisien de Pantin (7e division).

## Postérité
Ludivine Bantigny lui rend hommage dans une correspondance « par-delà le temps » en 2021.